# ضلع ششم
ضلع ششم نام یک مجموعهٔ تلویزیونی ایرانی به کارگردانی «مسعود فروتن» است که در سال ۱۳۷۳-۱۳۷۲ تولید و از شبکه ۱ سیمای جمهوری اسلامی ایران  پخش گردید.

## خلاصه داستان
پس از پیروزی انقلاب، گروهی خرابکار با حمایت یک سازمان جاسوسی بیگانه، جهت انجام خرابکاری و بمب‌گذاری وارد ایران می‌شوند. این خرابکاران با همیاریِ عوامل خودفروختهٔ داخلی، اقدام به ترور و بمب‌گذاری در شهرهای گوناگون کرده و عده‌ای از شهروندان بی گناه را می‌کشند. طبیعتاَ در این هنگام، مأموران امنیتی ایران وارد ماجرا شده  و پس از برنامه‌ریزی و تعقیب و گریز، ستاد مرکزی آنان را کشف کرده و رهبر گروه را که به «عقاب سیاه» یا «میشل» مشهور است، از پا در می‌آورند.

## بازیگران و عوامل تولید

### بازیگران
- مجید مظفری
- اکرم محمدی
- نرسی کرکیا
- شهره سلطانی
- حمیدرضا افشار
- حمیدرضا پگاه[۲]
- مجید جعفری
- اکبر سنگی
- بهرام ابراهیمی
- محمد طاهری
- علی گوهری

### عوامل تولید
- کارگردان: مسعود فروتن
- فیلمنامه: مسعود فروتن، بیژن همدرسی[۳]
- تصویربردار: زین‌الدین علامه
- تدوین: یاور تورنگ
- موسیقی: محمود منتظم صدیقی
- تهیه‌کننده: احمد کاشانچی
- ویر: ویدئویی حمل بمب خیابان مریم
- تعداد قسمت‌ها: ۱۳ قسمت
- مدت زمان: ۶۵۰ دقیقه
- محصول: گروه اجتماعی شبکه ۱ سیمای جمهوری اسلامی ایران
- سال تولید و پخش: ۱۳۷۳-۱۳۷۲